# NGC 7342
NGC 7342 је спирална галаксија у сазвежђу Пегаз која се налази на NGC листи објеката дубоког неба.
Деклинација објекта је + 35° 29' 55" а ректасцензија 22h 38m 13,2s. Привидна величина (магнитуда) објекта NGC 7342 износи 14,0 а фотографска магнитуда 14,9. NGC 7342 је још познат и под ознакама UGC 12126, MCG 6-49-54, CGCG 514-76, PGC 69374.